# 八敬法
八敬法（aṭṭha garudhamma），又名八重法、八尊法、八尊重法、八尊師法、八敬戒、八尊敬法、八不可越法，記錄於比丘尼的一六六條心懺悔戒之中，說明比丘尼要尊敬比丘。比丘尼有此八條戒涉及比丘，而比丘戒中亦有涉及十修戒關於如何教誡比丘尼。此八條戒在上座部中廣泛被接受，認為這是比丘尼根本戒；大眾部明顯較不嚴格，戒律中雖有敬法，但沒有完整八條，也不認為這是根本戒。
因為現代女權主義運動，認為這八敬法其實代表了男尊女卑的傳統觀念，因此提出「八敬法非佛制」與「廢除八敬法」的言論，其中以釋昭慧法師為代表。

## 歷史
八敬法出於釋迦牟尼佛時代。根據巴利文聖典，佛陀成道後第五年，佛陀父親淨飯王過世，為解決釋迦族與拘利族因尼連襌河而引起的諍端，佛陀又回到迦毗羅衛國，住在尼拘律苑，撫養佛陀長大的姨母大愛道夫人，與佛陀未出家前所娶的妻子耶輸陀羅，率領數百位侍女，趕去要求加入僧團，佛陀三次拒絕。後佛陀去毗舍離，住在大寺講堂。
大愛道等人決心出家，步行約240公里，到達毗舍離。她們自行剃髮、著僧衣，來到佛所，哀求佛陀能讓女眾出家，在門外大哭，阿難向大愛道問「何以在此悲傷」，大愛道向阿難說明因為女子不得入沙門，而在此請求佛陀，但三度請求，三次婉拒，因此在此悲傷。故阿難向佛陀提出讓女眾出家的請求，佛陀向阿難回答：「阿難，夠了，請不要再提議讓婦女出家。」阿難提出三次，佛陀並沒讓步。
阿難陀問: 「世尊，當婦女能遵從佛法與戒律出家，以梵行為生，她們是否可以證得入流果、一還果、不還果，至阿羅漢果？」佛陀回答她們可以證得聖果。
阿難再以大愛道夫人撫養佛陀的恩情來打動了佛陀，因此佛陀便說：“正法千年，若度女人，则减五百。若行八敬法，正法还得千年。我可以许可她们出家，但她们必须要終生行持八敬法，才够资格做比丘尼的。”最終接受了大愛道夫人等女眾的出家。

## 內容
八敬法：
- 一、即使百歲之比丘尼，見新受戒之比丘，亦應起而迎逆禮拜，敷淨座請坐。
- 二、比丘尼不得在附近沒有比丘的地方，作三月的夏安居。
- 三、每半月的布薩與說波羅提木叉，比丘尼眾應派人至比丘眾中求教授與說戒之人。
- 四、夏安居結束，則當詣僧中，求自恣之人（自恣者，懺悔之法也）如此八法，應尊重恭敬讚嘆。不可盡形違越。
- 五、比丘尼不得罵謗比丘。
- 六、不得舉比丘之罪，說其過失，比丘能得說尼之過。
- 七、式叉摩那（學法女）已學戒（六法也）應從眾僧求受大戒。
- 八、比丘尼，犯僧殘（罪名）應於半月中在二部之僧（比丘、比丘尼）中行摩那埵。

## 八敬法的討論
分別說部與說一切有部，都認為八敬法是由釋迦牟尼所制定，並以此為女眾出家的根本法。但是大眾部的僧祇律雖然也認為比丘尼對於比丘應有敬法，但不認為八敬法是比丘尼眾的根本法。
印順導師在《原始佛教聖典之集成》一書中首次對八敬法提出質疑，認為它應該不是由釋迦牟尼所親自制定，因為它違反了佛陀「隨緣成制、隨犯制戒」的原則，但它的來源很早，可能可以追溯到佛陀在世時代。印順法師認為，在佛陀時代，允許比丘尼出家，曾引起摩訶迦葉與阿難之間的爭論。因此，八敬法有可能是由保守的上座比丘，因反對女性出家，所提出而制定的。

## 廢除八敬法
2001年3月31日，釋昭慧在台北南港中央研究院舉辦「人間佛教薪火相傳」的研討會時，公開宣讀〈廢除八敬法宣言〉，並當場撕毀「八敬法」的條文，成為廢除八敬法的開端。釋昭慧並對來台灣訪問的達賴喇嘛，提出訴求，希望他能夠恢復藏傳佛教中的比丘尼傳承，以及支持廢除八敬法。
推動廢除八敬法的人士，提出四點理由：
1. 八敬法非佛說
2. 佛制，小小戒可捨
3. 八敬法歧視女性，違反現代世界倫理規範
4. 八敬法雖可減少比丘尼傲慢心理，但會增長比丘傲慢心